# Ruslan Dibirgadschijew
Ruslan Adilchanowitsch Dibirgadschijew (russisch Руслан Адилханович Дибиргаджиев, englisch Ruslan Dibirgadjiyev, aserbaidschanisch Ruslan Dibirhacıyev, * 20. Juli 1988 in Tschanko, Dagestanische ASSR, Russische SFSR, Sowjetunion) ist ein ehemaliger aserbaidschanischer Ringer. Er wurde 2014 Europameister im freien Stil in der Gewichtsklasse bis 70 kg Körpergewicht.

## Werdegang
Ruslan Dibirgadschijew ist awarischer Herkunft und startete zu Beginn seiner Ringerlaufbahn für Russland, wechselte aber 2009 nach Aserbaidschan und startet seit dieser Zeit für dieses Land. Der 1,73 Meter große Athlet geht für Atasport Baku an den Start. Trainiert wurde bzw. wird er hauptsächlich von Firdowsi Umudow. Er ringt seit 2002 und ausschließlich im freien Stil.
Da die Konkurrenz in Aserbaidschan in seiner Stilart und seiner Gewichtsklasse sehr groß ist, gelang ihm erst 2013 der internationale Durchbruch, als er in Madrid beim Großen Preis von Spanien im Leichtgewicht vor Frank Chamizo Marquez aus Italien und Yakup Gör aus der Türkei gewann. Im Januar 2014 siegte er beim Dan Kolow & Nikola-Petrow-Memorial in Sofia in der neuen Gewichtsklasse bis 70 kg vor Miroslaw Kirow aus Bulgarien, dem Chinesen Ling Haiwei und Yakup Gör. Im April 2014 wurde er dann bei der Europameisterschaft in Vantaa/Finnland ebenfalls in dieser Gewichtsklasse eingesetzt. Es war sein erster Einsatz bei einer internationalen Meisterschaft überhaupt. Er zeigte sich dort in sehr guter Form und gewann mit Siegen über Anton Afanasjew, Weißrussland, Zsombor Gulyas, Ungarn, Yakup Gör und Grigor Grigorjan, Armenien, den Europameistertitel. Im September 2014 wurde er dann auch bei der Weltmeisterschaft in Taschkent in der gleichen Gewichtsklasse eingesetzt. Er siegte dort in seinem ersten Kampf gegen Ewgeni Nedealco aus Moldawien, verlor aber seinen nächsten Kampf gegen Selimchan Jusupow aus Tadschikistan. Da dieser das Finale nicht erreichte, schied er aus und kam nur auf den 15. Platz.
2015 startete Ruslan Dibirgadschijew bei den 1. Europäischen Spielen wieder in der Gewichtsklasse bis 70 kg. Er verlor dort in der 1. Runde gegen Magomedmurad Gadschijew aus Polen. Er konnte danach in der Trostrunde weiterringen, weil dieser das Finale erreichte und sicherte sich mit Siegen über Miroslaw Kirow aus Bulgarien, Zsombor Gulyas aus Ungarn und Dawit Tlachadse aus Georgien noch eine Bronzemedaille. Bei der Weltmeisterschaft dieses Jahres in Las Vegas erging es ihm jedoch ähnlich wie bei der Weltmeisterschaft 2014. Er siegte in Las Vegas zunächst gegen Dejan Mitrow aus Makedonien, verlor danach aber gegen Beksod Abdurachmanow aus Usbekistan, schied aus und kam nur auf den 13. Platz. 2017 gewann er noch einmal eine Bronzemedaille bei den Europameisterschaften in Novi Sad. Dort unterlag er dem späteren Europameister Frank Chamizo Marquez, die Bronzemedaille erhielt er nach seinem Sieg über den Rumänen Adrian Moise. 2018 trat er noch einmal bei einem Turnier in der Ukraine an in der Gewichtsklasse bis 74 Kilogramm an.

## Internationale Erfolge
| Jahr | Platz | Wettbewerb                                    | Gewichtsklasse | Ergebnisse |
| 2008 | 3.    | "Schamil-Umachanow"-Memorial in Chasavyurt    | Feder          | hinter Alan Dudajew und Ramasan Saritow, beide Russland                                                                                     |
| 2009 | 5.    | Golden-Grand-Prix in Baku                     | Leicht         | hinter Andrei Stadnik, Ukraine, Chogan Suleimanow, Aserbaidschan, Salehi Said, Iran und Trent Paulson, USA                                  |
| 2010 | 7.    | Golden-Grand-Prix in Baku                     | Leicht         | Sieger: Jabrail Hasanow vor Emin Asisow, beide Aserbaidschan                                                                                |
| 2013 | 6.    | Welt-Cup in Teheran                           | Leicht         | Sieger: Yakup Gör, Türkei vor Brent Metcalf, USA                                                                                            |
| 2013 | 1.    | Großer Preis von Spanien in Madrid            | Leicht         | vor Frank Chamizo Marquez, Italien und Yakup Gör                                                                                            |
| 2013 | 9.    | "Wacław-Ziółkowski"-Memorial in Spała         | Leicht         | Sieger: Agahüseyin Mustafejew, Aserbaidschan vor Andrei Kwiatkowski, Ukraine                                                                |
| 2014 | 1.    | "Dan Kolow & Nikola Petrow"-Memorial in Sofia | bis 70 kg      | vor Miroslaw Kirow, Bulgarien, Ling Haiwei, China und Yakup Gör                                                                             |
| 2014 | 1.    | EM in Vantaa/Finnland                         | bis 70 kg      | nach Siegen über Anton Afanasjew, Weißrussland, Zsombor Gulyas, Ungarn, Yakup Gör und Grigor Grigorjew, Armenien                            |
| 2014 | 1.    | Großer Preis von Deutschland in Dortmund      | bis 70 kg      | vor Adrian Ionut Moise, Rumänien, Lennard Wickel und Samet Dülger, beide Deutschland                                                        |
| 2014 | 1.    | Golden-Grand-Prix in Baku                     | bis 70 kg      | vor Israel Kasumow, Russland und Emin Asisow, Aserbaidschan                                                                                 |
| 2014 | 15.   | WM in Taschkent                               | bis 70 kg      | nach einem Sieg über Ewgeni Nedealco, Moldawien und einer Niederlage gegen Selimchan Jusupow, Tadschikistan                                 |
| 2015 | 3.    | Großer Preis von Paris                        | bis 70 kg      | hinter Hassan Yazdani Charati, Iran und Magomedmurad Gadschijew, Polen                                                                      |
| 2015 | 3.    | 1. Europaspiele 2015 in Baku                  | bis 70 kg      | nach einer Niederlage gegen Magomedmurad Gadschijew und Siegen über Miroslaw Kirow, Bulgarien, Zsombor Gulyas und Dawit Tlachadse, Georgien |
| 2015 | 13.   | WM in Las Vegas                               | bis 70 kg      | nach einem Sieg über Dejan Mitrow, Makedonien und einer Niederlage gegen Beksod Abdurachmanow, Usbekistan                                   |
| 2017 | 3.    | EM in Novi Sad                                | bis 70 kg      | nach einer Niederlage gegen Frank Chamizo Marquez, Italien und Siegen über Mihai Sava, Moldawien, und Adrian Moise, Rumänien                |

Erläuterungen
- alle Wettkämpfe im freien Stil
- EM = Europameisterschaft
- Federgewicht, Gewichtsklasse bis 60 kg, Leichtgewicht, bis 66 kg Körpergewicht (bis 31. Dezember 2013); seit 1. Januar 2014 gilt eine neue Gewichtsklasseneinteilung durch den Ringer-Weltverband FILA